# High-definition television

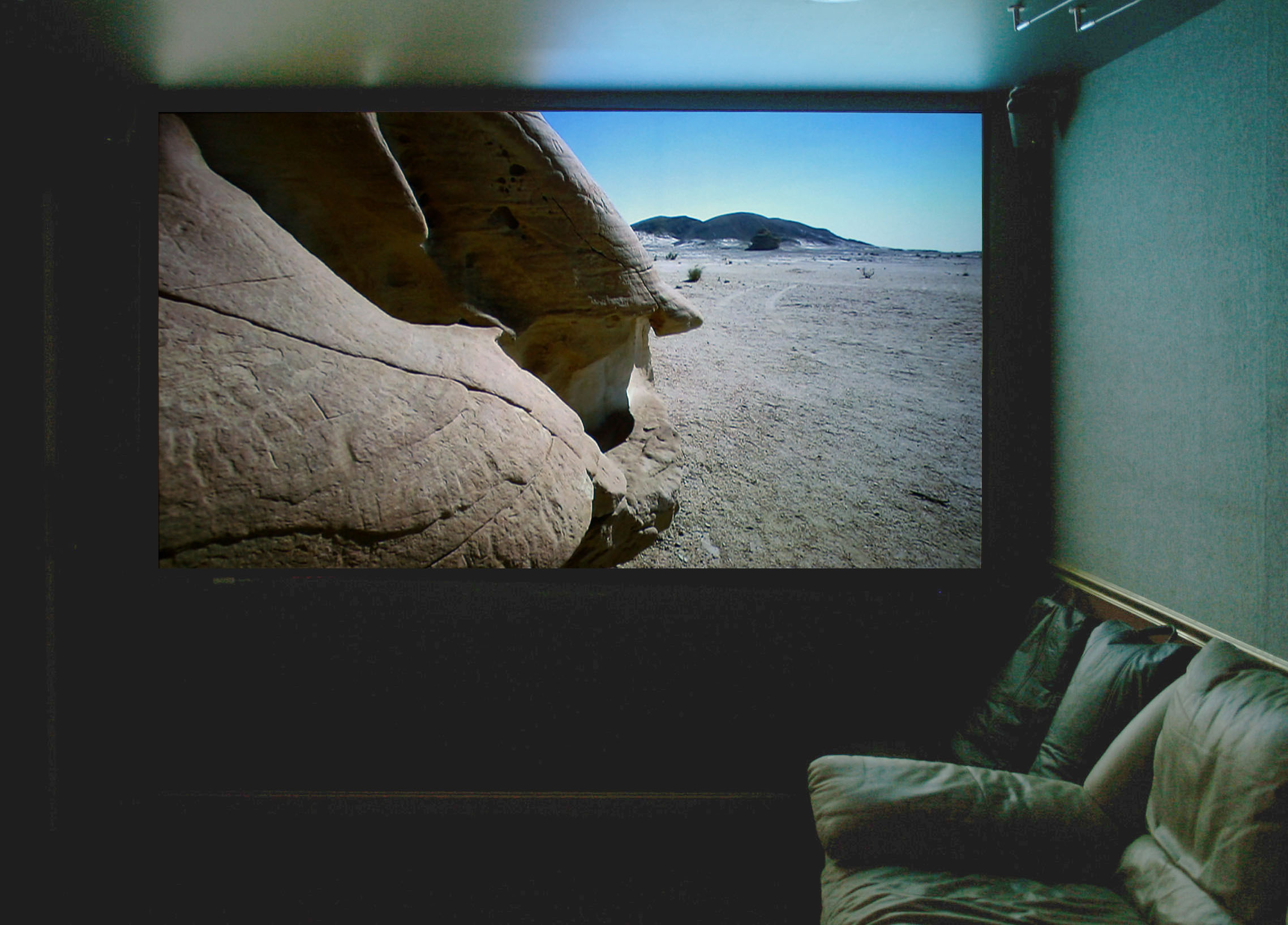
Při HDTV se může vysílání zobrazovat i na velikých obrazovkách.

High-definition television (HDTV), neboli televize s vysokým rozlišením označuje formát vysílání televizního signálu s výrazně vyšším rozlišením, než jaké umožňují tradiční formáty (PAL, SECAM, NTSC) a SDTV. HDTV se vysílá digitálně, a může tak být použita jako jeden z formátů digitální televize DVB. V současné době je HDTV definována pro rozlišení 1080 prokládaných (tzv. 1080i) nebo neprokládaných (progresivních; tzv. 1080p) řádků, případně 720 neprokládaných řádků (tzv. 720p). Rozměry obrazu jsou v poměru 16 : 9.

## Formáty
Pro označení formátů obrazu HDTV se používají tři údaje:
- Počet řádků: 720 nebo 1080
- Prokládání: i jako interlaced (prokládané řádkování) nebo p jako progressive (neprokládané řádkování)
- Počet snímků za sekundu: 23,976; 24; 25; 30; 50 nebo 60

První údaj o počtu řádků udává rozlišení obrazu — 720 řádků znamená rozlišení 1280 na 720 pixelů, 1080 řádků se rovná 1920×1080 pixelů.
Druhý údaj říká, jestli má obraz prokládané či neprokládané řádkování – rozdíl spočívá v tom, že neprokládané video vykreslí za sekundu např. 25 kompletních snímků, kdežto prokládané video vykreslí za sekundu 50 půlsnímků, tj. každý jeden plný snímek se rozdělí na snímek pouze s lichými a na snímek pouze se sudými řádky, které jsou promítnuty po sobě. Divák tak uvidí zhruba stejné množství obrazové informace, jako kdyby se díval na neprokládané video s 25 snímky za sekundu, avšak v rychlejším sledu. Toto prokládání umožnilo zvýšit u vakuových obrazovek snímkovou frekvenci z 25 snímků na 50 půlsn./s, takže poblikávání obrazu nebylo tak nepříjemné (pravda je ale taková, že původně se předpokládalo, že bude ke snímkové synchronizaci použito kmitočtu sítě. Proto také ten posun z 24 políček filmu na 25 snímků televize). Zároveň obraz s 50 půlsn./s dává pocit plynulejšího pohybu. V dobách analogové televize bylo prokládání přínosné pro subjektivní zlepšení obrazu při stejném objemu obrazové informace.
Moderní zobrazovače problémy s poblikáváním v rytmu obrazové frekvence nemají, proto se od kompromisního prokládaní upouští. V normě HDTV se dnes vysílá prokládaně jen u nejvyššího rozlišení 1920×1080 pixelů. Avšak již v nové generaci nosičů Blu-ray se prosadilo neprokládané řádkování i u rozlišení 1920×1080, takže se pravděpodobně dočkáme této špičkové kvality obrazu i u HDTV. Technika neprokládaného snímání se využívá hlavně při digitalizaci filmového materiálu do HD kvality.
Třetí údaj udává počet snímků, které se vykreslí za jednu sekundu, pro prokládaný obraz se používají jen frekvence 50 a 60, jež v tomto případě označují počet půlsnímků za sekundu.
Příklad: Označení 720p23.976 se použije pro neprokládaný obraz s rozlišením 1280 × 720 bodů a 23,976 snímky za sekundu. 1080i50 znamená rozlišení prokládaného obrazu 1920 × 1080 bodů s 50 půlsnímky (tj. 25 celosnímky) za sekundu, někdy se ale tento formát HDTV označuje také jako 1080i25, protože označování formátů s prokládanými řádky není jednotné. Údaj o počtu snímků za sekundu se často vynechává a většinou se předpokládá hodnota 50 u prokládaného videa a hodnota 23,976 u videa neprokládaného.

### Volba formátu
Vhodný formát závisí na typu zdrojového média a také na druhu obsahu. Rozlišení a počet snímků za sekundu by měly být voleny s ohledem na rozlišení a počet snímků za sekundu zdroje, je možné vhodně využít transformací těchto parametrů přímo v set-top boxech. Vysoké rozlišení vyžaduje velký datový tok, a tak se používá ztrátová komprese, která zmenší nároky na přenos dat, ale zároveň zhorší kvalitu v porovnání s nekomprimovaným obrazem.
35mm film používaný v kinematografii má rozlišení srovnatelné s formáty Full HDTV nebo větší a obrazovou frekvenci 24 sn./s. Pro naskenování takového filmu se v závislosti na možnostech rychlosti datového přenosu a požadovaném množství detailů v obraze jako ideální jeví formáty 720p24 a 1080p24. Pokud se takový film vysílá ve standardu PAL, je nutné ho převést na 25 snímků za sekundu zrychlením o 4,1 procenta. Pro vysílání ve standardu NTSC (30 snímků za sekundu) se používá převod „3:2 pulldown“.
Nahrávky určené přímo pro HDTV vysílání se pořizují ve formátu 720p nebo 1080i. Použitý typ závisí na televizní stanici, nicméně platí, že formát 720p se více hodí pro záznamy obsahující rychlý pohyb (např. sporty). 1080i naproti tomu nabídne více detailů při statických nebo málo pohyblivých záběrech. 720p se také hodně používá pro distribuci HD videa na internetu, neboť počítačové monitory nepoužívají prokládání.
V USA používají formát 720p stanice Fox, ABC a ESPN, ve formátu 1080i vysílají NBC, Universal HD, CBS, HBO HD, INHD, HDNet a TNT. Evropské stanice s vysokým rozlišením Sky Deutschland, Sky, Anixe HD, Sat1 a ProSieben používají formát 1080i.
pozn. Z družice Astra 19,2°E se volné HD stanice vysílají většinou ve 720p (ORF, 3sat, HD+).

## Přenos obrazu a zvuku
Pro kompresi obrazu HDTV se používá kodek MPEG-4 AVC (H.264), který umožňuje díky vyšší kompresi využít stejný datový tok ve prospěch vyššího počtu pixelů beze ztráty kvality obrazu. Kodek MPEG-2 Video využívaný u digitální televize standardního rozlišení by při zachování stejné kvality obrazu vyžadoval pro zvýšení počtu pixelů mnohem vyšší datový tok, a tak zbytečně ubíral prostor v kanálovém multiplexu. Největším problém při zavádění MPEG-4 je fakt, že zákazníci potřebují přijímač, který tento kodek podporuje, což ve většině případů znamená nákup nového přístroje. Proto některé státy střední Evropy nechtějí dělat digitalizaci nadvakrát, ale rovnou zavést formát MPEG-4.
DVB (Digital Video Broadcasting, DVB-S, DVB-T, DVB-C) SDTV i HDTV podporuje přenos prostorového zvuku ve formátu DD Dolby Digital (kodek AC3) 5.1. Od 8.12.2008 Česká televize doplnila DVB-S (S - satelitní, na pozici 23°E) vysílání o volitelnou AC3 stopou - DD2.0. S příslibem filmů v AC3 formátu DD5.1 (tedy 6 kanálový zvuk).

## Potřebné zařízení
Ke sledování HDTV je třeba mít zařízení, které je schopné pracovat s vyšším rozlišením normy (výrobci ho označují jako „HD ready“). Jako HD Ready jsou obvykle označována zařízení, která dokáží zpracovat obraz ve standardech 720p a 1080i. HD Ready neoznačuje plné HD rozlišení, které se označuje jako „Full HD“ a je definováno rozlišením 1920 x 1080 neprokládaně. Sledováním HDTV na klasické televizi s PAL (pomocí zařízení, které dokáže převést HDTV na PAL) dosáhnete jen o něco málo lepší kvality oproti analogovému vysílání. Nově se uvádí specifikace takto: „Full HD/1080p“ apod.

## Výhody HDTV
1. HDTV se vysílá digitálně — obraz tak bude většinou bez chyby, a pokud nebude čistý, zobrazí se kostičkovaný, trhaný, nebo se nezobrazí vůbec. Nikdy ale nebude zašuměný, vybledlý, různě posunutý nebo s tzv. "duchy" jako v případě zastaralých analogových televizních signálů.
2. Obraz je vysílán v širokoúhlém formátu 16 : 9 (filmy v ještě širších formátech jako např. 2,35 : 1 (odpovídá poměru stran 16 : 7) se vysílají s pruhy nahoře a dole — tzv. „letterbox“). Starší filmy a jiné televizní programy, kde je třeba zachovat poměr 4 : 3 (odpovídá poměru stran 16 : 12), se vysílají se svislými pruhy po stranách (tzv. „pillar box“). Objevují se však už i první televize s poměrem stran, který je blízký 2,35 : 1.[2]
3. Barvy a jejich přechody vypadají realističtěji díky jejich většímu použitelnému rozsahu.
4. Vizuální informace je celkově 2× až 5× podrobnější, mezery mezi řádky jsou menší nebo nepostřehnutelné. Větší podrobnost umožňuje pohodlné sledování na větších úhlopříčkách.
5. Nová média Blu-ray (i dnes již nevyvíjená a neprodávaná média HD DVD) podporují formáty HDTV.